# Noroy-sur-Ourcq
Noroy-sur-Ourcq – miejscowość i gmina we Francji, w regionie Hauts-de-France, w departamencie Aisne.
Według danych na styczeń 2014 roku gminę zamieszkiwało 155 osób, a gęstość zaludnienia wynosiła 30,6 osób/km².